# Addo Kazianka
Addo Kazianka (Desio, Monza i Brianza, Llombardia, 16 de febrer de 1936) és un ciclista italià, ja retirat, que fou professional entre 1956 i 1961. En el seu palmarès destaca una victòria d'etapa al Giro d'Itàlia de 1960 i una altra a la Volta a Catalunya de 1959.

## Palmarès
- 1951
  - 1r a la Coppa San Geo
- 1959
  - Vencedor d'una etapa de la Volta a Catalunya
- 1960
  - 1r al Giro dels Alps Apuans
  - Vencedor d'una etapa al Giro d'Itàlia

### Resultats al Giro d'Itàlia
- 1959. 44è de la classificació general
- 1960. 27è de la classificació general. Vencedor d'una etapa
- 1961. Abandona